# Thorsten Wigelius
Nils Thorsten Wigelius, född 12 oktober 1879 i Åmål, död 16 maj 1967 i Engelbrekts församling i Stockholm, var en svensk bruksdisponent. Han var son till borgmästaren Sven Wigelius och bror till jägmästaren Alfred Wigelius.
Wigelius avlade 1900 ingenjörsexamen vid Chalmers tekniska högskola. Han blev senare verkställande direktör för Hällefors bruk och var från 1928 ledamot i Jernkontorets fullmäktige. Han invaldes 1927 som ledamot av Ingenjörsvetenskapsakademien. Wigelius är begravd på Norra begravningsplatsen utanför Stockholm.